# Горець
«Горець» (англ. Highlander) — британсько-американський фантастичний фільм Рассела Малкехі 1986 року. Започаткував однойменну медіафраншизу.

## Сюжет
На змаганні з реслінгу в натовпі глядачів сидить похмурий чоловік на прізвище Мак-Лауд. Дивлячись на появу бійця на ринзі, він пригадує середньовічну битву. Чоловік виходить на автостоянку, де його чекає ворог, озброєний мечем. Відбувається бій, в якому Мак-Лауд відрубує ворогу голову. Невдовзі його схоплює поліція та встановлює, що вбивця — це Рассел Неш, торговець антикваріатом.
Наступний спогад прояснює, що цей чоловік насправді Коннор Мак-Лауд — безсмертний, що був народжений у Шотландії на початку XVI століття. В битві між кланами Мак-Лаудів і Фрейзерів його смертельно поранив чорний лицар. Але незабаром Мак-Лауд воскрес, через це його вигнали з клану, вважаючи, що Коннор уклав угоду з дияволом.
Криміналістка Бренда Вайт виявляє на місці вбивства старовинний меч Толедо Саламанка. Патологоанатом виявляє сліди й другого меча, яким і було відтято голову. Поліція припускає, що Коннор убив заради цього надзвичайно дорогого меча. Тим часом до міста прибуває той самий чорний лицар на ім'я Курган; під ім'ям Віктора Крюгера він зупиняється в готелі та з новин розуміє, що Мак-Лауд поблизу. Вночі Бренда пробирається на місце злочину в пошуках другого меча, але Мак-Лауд виявився там першим і забрав свій меч зі сховку. Пізніше Бренда випадково зустрічає Коннора в барі та починає стежити за ним. Несподівано на Мак-Лауда нападає з мечем Курган. Той промовляє «залишиться тільки один», але приліт поліцейського гелікоптера змушує Коннора втекти. Мак-Лауд радить тікати і Бренді, зауваживши, що в неї лише одне життя.
Мак-Лауд повертається в крамницю і пригадує як в давнину зустрів королівського металурга Хуана Раміреса, що пояснив йому суть його дару. Деякі люди, переживши швидку насильницьку смерть, воскресають і стають безсмертними. Їм не страшні хвороби, старість та найважчі рани. Єдиний спосіб убити безсмертного — відрубати йому голову. Тоді життєва сила, досвід і знання переможеного перейдуть до переможця. Хуан, який також був безсмертним, також повідав, що безсмертним не можна битися на святій землі, і вони не можуть мати дітей. З часом Хуан навчив Коннора фехтування і той перевершив свого учителя. Хуан доручив захищати людей від Кургана, котрий принесе страждання невинним у своєму прагненні могутності. Кургану вдалося знайти Хуана і вбити його, а Коннор відтоді готувався до бою з Курганом.
Бренда запрошує Мак-Лауда в гості. Той зустрічає господиню її будинку Рейчел і згадує, як врятував її в Другу світову. Коннор розуміє, що Бренда влаштувала засідку з поліцією. Бренда пояснює, що її цікавить його меч Масамуне, котрого Мак-Лауд взяв у Раміреса.
На мосту в Центральному парку Мак-Лауд зустрічається зі старим другом Кастагіром. Той пропонує влаштувати вечірку, але Коннор нагадує йому про вечірку в 1783 році, на якій відбулася дуель з сером Бессетом. Згодом Курган знаходить Кастагіра і вбиває його. Перехожий військовий намагається застрелити Кургана і той опиняється в лікарні. Курган зустрічає Мак-Лауда в церкві, але не вбиває, а лише насміхається, адже їм заборонено битися на святій землі.
Бренда з'ясовує історію Рассела Неша — що він живе принаймні з 1700 року і видавав себе за померлих раніше людей. Вона розшукує Мак-Лауда аби дізнатись хто він насправді. Той розповідає, що безсмертний. Бренда нагадує йому його давно померлу дружину і вони кохаються.
Курган викрадає Бренду і вимагає аби Мак-Лауд прийшов на бій з ним. Вони зустрічаються в кіностудії, де в павільйоні Коннор перемагає Кургана і лишається єдиним безсмертним. Його сила зростає, Мак-Лауд здобуває дар читати думки та старіти і мати дітей.
Разом з Брендою він повертається в рідну Шотландію, де ділиться наміром допомогти людям жити в мирі.

## У ролях
- Крістофер Ламберт — Коннор Мак-Лауд;
- Кленсі Браун — Курган;
- Шон Коннері — Рамірес;
- Роксана Харт — Бренда Вайт;
- Алан Норт — лейтенант Френк Моран;
- Беті Едні — Хізер Мак-Лауд;
- Крістофер Малькольм — Кірк Матунас;
- Джеймс Космо — Ангус Мак-Лауд;

## Продовження
Було поставлено чотири продовження фільму: Горець 2, Горець 3: Останній вимір, Горець-4 та Горець-5. У 1992 році на телеекрани вийшов серіал «Горець» про Дункана Мак-Лауда.